# حمود حمود يحيى عاطف
حمود حمود يحيى أحمد عاطف برلماني يمني، عضو في مجلس النواب، عضو لجنة الدفاع والأمن عن الدورة البرلمانية 2003-2009 والكتلة البرلمانية لنواب حزب المؤتمر الشعبي العام عن الدائرة الانتخابية رقم (284) بمحافظة عمران. من مواليد 1944 في السنتين مديرية خمر، محافظة عمران. توفي في 16 نوفمبر 2020.

## فترة المجلس
باتفاق عرف باسم «إتفاق فبراير» مُددت فترة المجلس لمدة عامين، وبقيام ثورة الشباب اليمنية لم تُجرَ الانتخابات، وبحسب إتفاق المبادرة الخليجية مُددت لمدة عامين آخرين حتى 2013. ولكن نظراً للأزمة السياسية المستمرة منذ ذلك العام واندلاع الحرب المستمرة منذ 2015 لم يتسنى انتخاب مجلس نواب جديد، ولا تزال الشرعية متجسدة في المجلس المنتخب عام 2003 حتى اليوم.